# フランツ2世 (神聖ローマ皇帝)
フランツ2世（ドイツ語：Franz II、1768年2月12日 - 1835年3月2日）は、最後の神聖ローマ皇帝（在位：1792年 - 1806年）。神聖ローマ皇帝として退位する前に初代オーストリア皇帝フランツ1世（ドイツ語: Franz I、在位：1804年 - 1835年）を兼ねることで皇帝の称号を維持した。ハンガリー国王としてはフェレンツ1世（ハンガリー語: I Ferenc、在位：1792年 - 1835年）、ボヘミア国王としてはフランティシェク2世（チェコ語: František II、在位：1792年 - 1835年）である。ハプスブルク＝ロートリンゲン家の当主であり、全名はフランツ・ヨーゼフ・カール・フォン・ハプスブルク＝ロートリンゲン（ドイツ語: Franz Joseph Karl von Habsburg-Lothringen）。

## 生涯

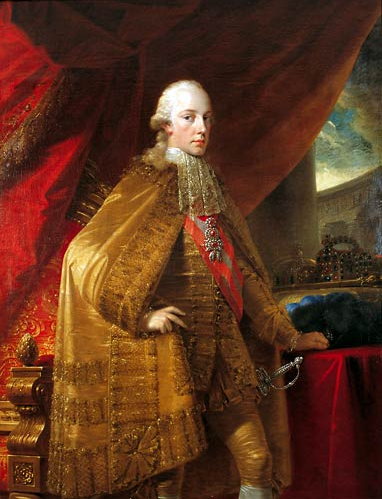
フランツ2世（1792年）

トスカーナ大公レオポルド1世（後の神聖ローマ皇帝レオポルト2世）の長男として、トスカーナ大公国の宮廷が置かれたフィレンツェで生まれた。母はスペイン王女マリア・ルドヴィカ（国王カルロス3世の五女）。伯父のヨーゼフ2世に成長した子供がなかったことからフランツは未来の帝位継承者と見なされ、成長するとウィーンに移住して教育を受けた。1790年に伯父帝が崩御し、帝位を継承した父帝も2年後の1792年に崩御したため、神聖ローマ皇帝に即位した。なお伯父の崩御の2日前に最初の妃エリーザベトを、翌1791年にエリーザベトとの間の唯一の子である長女ルドヴィカを、さらに父帝の崩御の2か月半後に母マリア・ルドヴィカを喪っている。
即位した時には、フランス革命が進行中であった。レオポルト2世は前年の1791年にピルニッツ宣言を行って革命への介入を宣言していたが、フランツ2世の即位から間もない1792年4月20日、フランス革命政府はオーストリアに宣戦布告し、フランス革命戦争が勃発する。翌1793年にフランス国王 ルイ16世が処刑されると、第一次対仏大同盟が結成されるが、その一方で1795年のポーランド分割にも関与した。

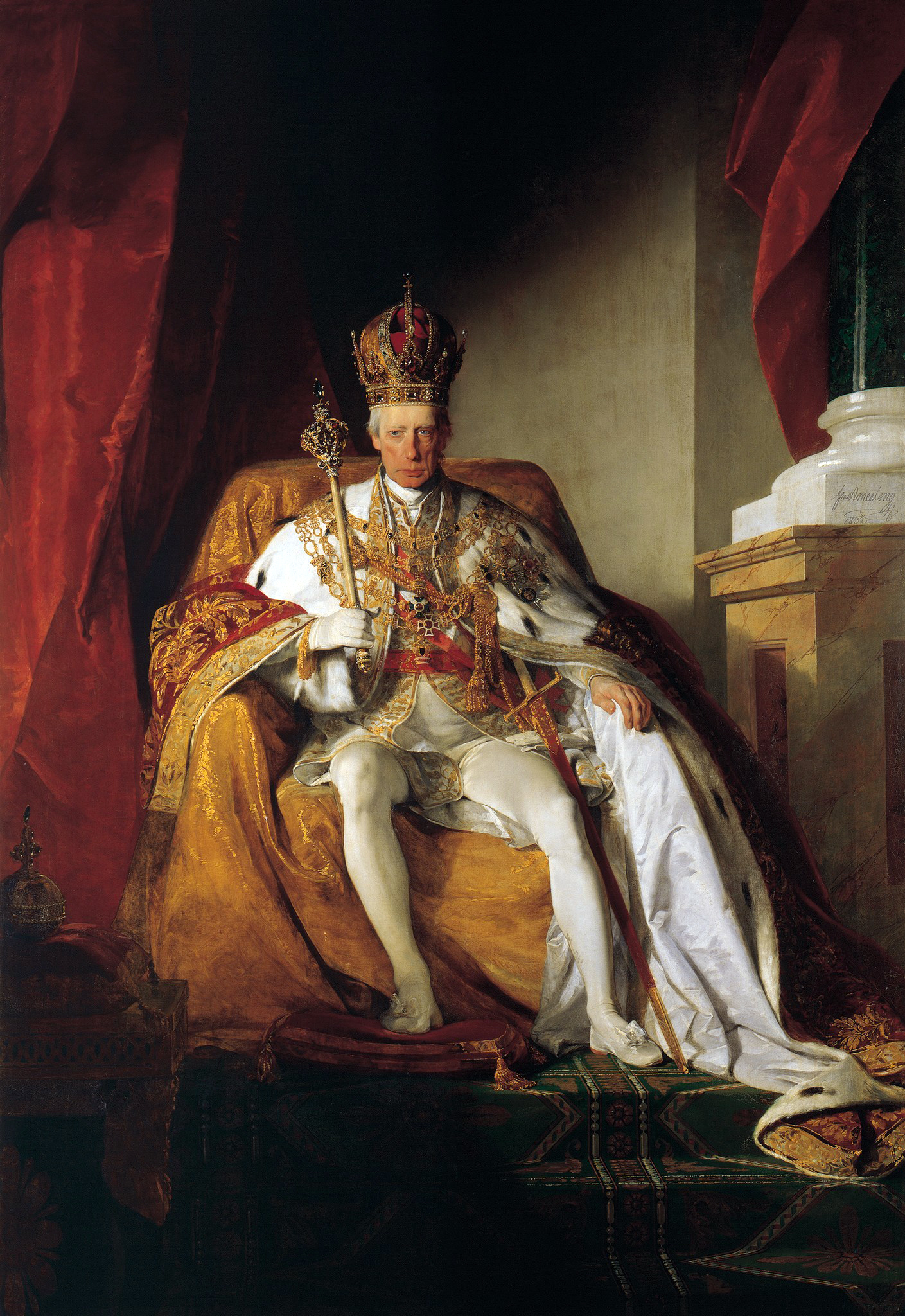
オーストリア皇帝として

その後、ナポレオン戦争に巻き込まれたフランツはアウステルリッツの戦い（三帝会戦）で惨敗し、カール大帝から継承されてきた「神聖ローマ皇帝」の称号を自ら放棄し、これによって神聖ローマ帝国は名実ともに消滅した。しかし、自らの支配領域であるオーストリアとハンガリー王国を中心としてオーストリア帝国を再編。ナポレオンに神聖ローマ皇帝を簒奪される前に神聖ローマ皇帝から退位することで、形骸化した神聖ローマ皇帝に代わる称号「オーストリア皇帝」に即位した。結果フランツの君主権が及ぶ領域はドイツからドイツの外にある領域も含むハプスブルク家領に移り、「神聖ローマ皇帝」フランツ2世は「オーストリア皇帝」フランツ1世となった。新しい皇帝の称号は、フランス皇帝ナポレオンによって承認され、ナポレオン戦争後もオーストリア皇帝フランツ1世として君臨した。またクレメンス・フォン・メッテルニヒを登用し、ウィーン会議で失地を回復した。
国家運営をすべてメッテルニヒら臣下に任せる場合が多かったが、質素な生活を好み、その在位も神聖ローマ皇帝時代・オーストリア皇帝時代を通して40年の長きにわたったため、晩年は国民からも「善き皇帝フランツ（ドイツ語: Guten Kaiser Franz）」と称された。

## 家族
生涯に4度結婚した。4男9女を儲けたが、夭逝した長女を除き、全員が2番目の妻マリア・テレジアとの間の子供である。
- 妃：エリーザベト・ヴィルヘルミーネ（ヴュルテンベルク公 フリードリヒ2世の三女）
  - ルドヴィカ・エリーザベト（1790年 - 1791年）
- 皇后：マリア・テレジア（両シチリア国王 フェルディナンド1世の長女） 
  - マリア・ルドヴィカ（1791年 - 1847年） - フランス皇帝 ナポレオン1世の皇后
  - フェルディナント（1793年 - 1875年） - オーストリア皇帝 フェルディナント1世
  - マリア・カロリーネ（1794年 - 1795年）
  - カロリーネ・ルドヴィカ（1795年 - 1799年）
  - マリア・レオポルディーネ（1797年 - 1826年） - ブラジル皇帝 ペドロ1世の皇后
  - マリア・クレメンティーネ（1798年 - 1881年） - サレルノ公 レオポルド妃
  - ヨーゼフ・フランツ・レオポルト（1799年 - 1807年）
  - カロリーネ・フェルディナンデ（1801年 - 1832年） - ザクセン国王 フリードリヒ・アウグスト2世妃
  - フランツ・カール・ヨーゼフ（1802年 - 1878年）
  - マリア・アンナ（1804年 - 1858年）
  - ヨーハン・ネポムク（1805年 - 1809年）
  - アマーリア・テレジア（1807年・流産）
- 皇后：マリア・ルドヴィカ・ベアトリクス（エスターライヒ＝エステ大公 フェルディナント・カール・アントンの五女）
- 皇后：カロリーネ・アウグステ（バイエルン国王 マクシミリアン1世の三女）